# Alfa Romeo 147
Alfa Romeo 147 je automobil nižší střední třídy, který v letech 2000 až 2010 vyráběla italská automobilka Alfa Romeo. Vyráběl se jako tří- nebo pětidveřový hatchback. Vůz vyhrál titul evropské auto roku 2001.
Automobil byl představen na Turínském autosalonu v roce 2000. Nahradil stávající modely 145 a 146. V roce 2004 prošel vůz faceliftem.

## Alfa Romeo 147 GTA
Model GTA byl představen v roce 2002. Používá vidlicový šestiválec o objemu 3,2 litru, který dosahuje výkonu 250 koní. Maximální rychlost byla 246 km/h. Karoserie byla mírně rozšířena.

## Motory

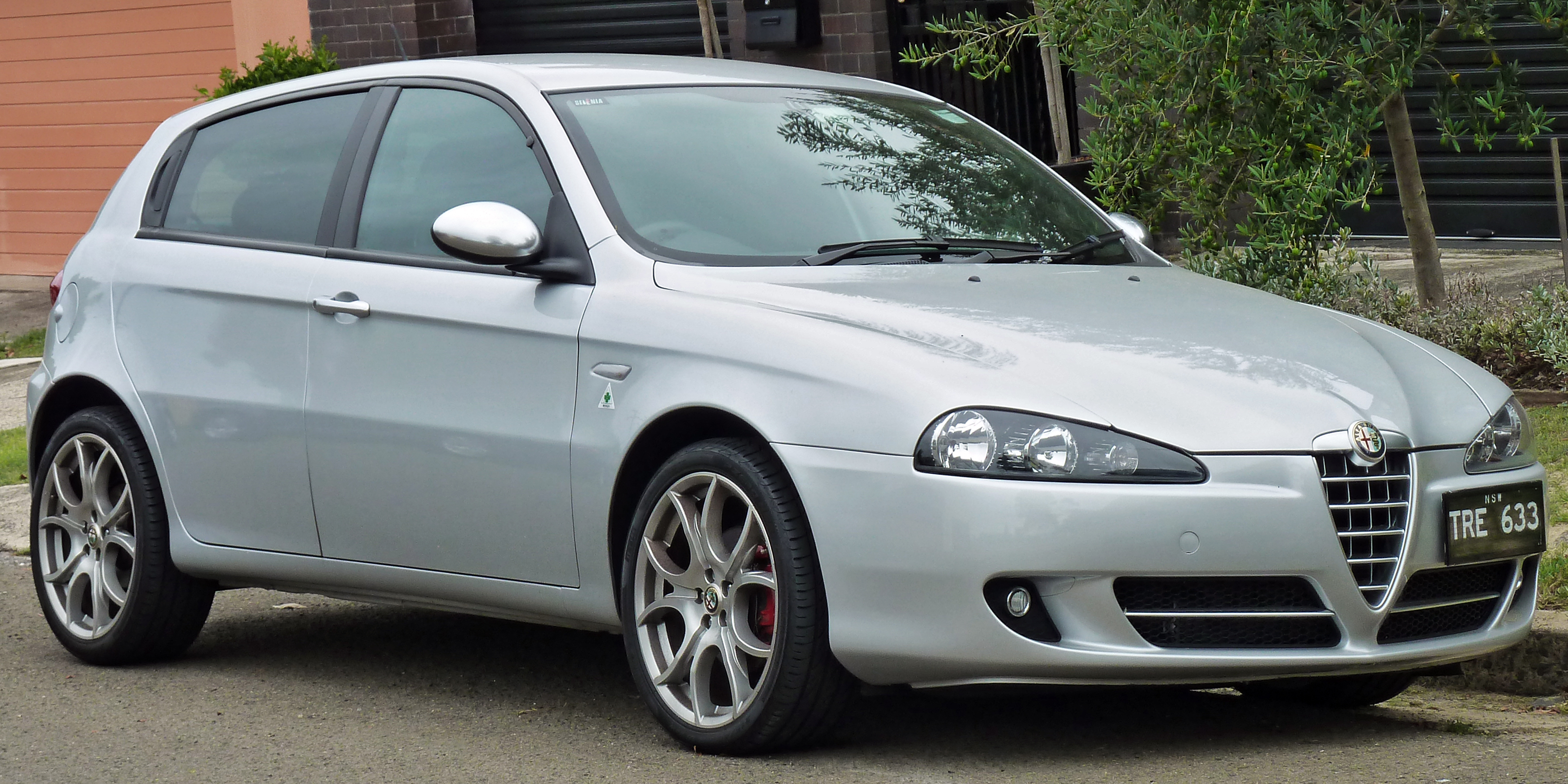
Faceliftovaná verze

- 1.6 L TS
- 2.0 L TS
- 3.2 L V6
- 1.9 L JTD

## Rozměry
- Rozvor - 2,546 mm
- Délka - 4,223 mm
- Šířka - 1,729 mm
- Výška - 1,442 mm
- Hmotnost - 1,200–1,360 kg

## Ocenění
Alfa Romeo 147 vyhrála více než 27 ocenění včetně :
- Evropské auto roku 2001
- Zlatý volant (cena časopisu BILD am SONNTAG - Německo) 2000
- Auto Europa 1 (Hlasování vývojářů, řidičů a novinářů vedené časopisem Auto Bild - Německo) 2001
- Cena designu (Automobile Magazine - Francie) 2000
- Nejlepší dovezené auto v Brazílii 2002

## Závodní verze

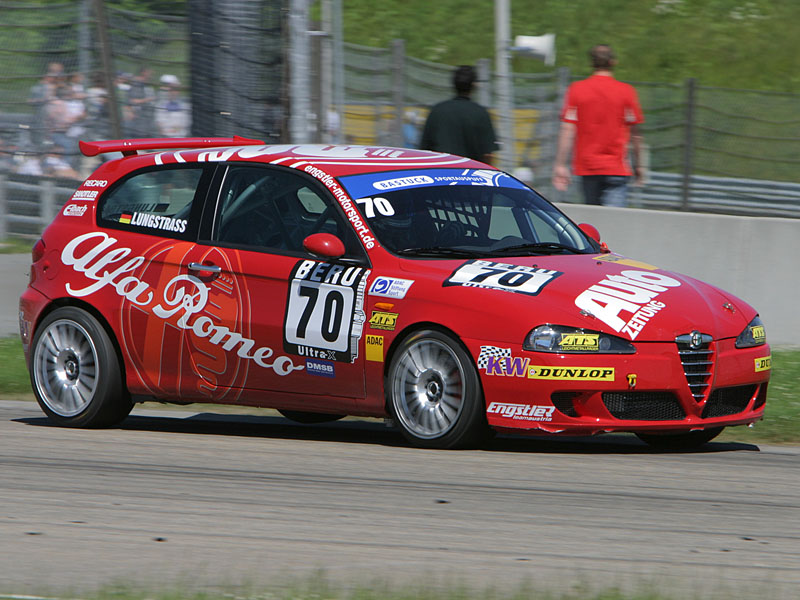
okruhový speciál

Alfa Romeo 147 v závodní verzi Cup měla vlastní okruhové závody Alfa 147 Challenge. V roce 2005 se tyto závody konaly společně se šampionátem WTCC.

### Alfa Romeo 147 S1600
Alfa Romeo 147 S1600 sice neměla oficiální homologaci pro rallye, ale byl zařazován do této kategorie.Existoval jen jeden exemplář, za jehož vývoj je odpovědný Steve Hill, který přestavěl jeden z okruhových speciálů BTCC. Ten původně uvažoval o stavbě super speciálu, který by měl konkurovat vozům WRC. Kvůli finanční situaci se nakonec ale rozhodl pro kategorii S1600. Vůz poprvé startoval na Jim Clark rallye, samozřejmě bez homologace. Tu měla zařídit automobilka, která to ale odmítla. Hill tak po sezoně nabídl auto k prodeji. Původní motor 1,8 byl upraven na 1,6 litru. Pro závody byl kvůli své konstrukci z ocele těžký. Dosahoval ale výkonu 240 koní. Oficiální homologaci automobilky dostal až dvoulitrový model.